# El final del número
El final del número es una pintura al pastel sobre lienzo realizado por Pablo Picasso el año 1901 en París y que actualmente forma parte de la colección permanente del Museo Picasso de Barcelona. Se muestra en la Sala 6 de la colección permanente del museo y está firmado «Picasso» en el ángulo inferior derecho. Forma parte de la Adquisición de la colección privada de Lluís Plandiura de 1932.

## Descripción
Desde muy pronto, Picasso se sientió cautivado por el espectáculo en general. Un mundo fascinante lleno de estímulos visuales, retos y un caudal inagotable de inspiración que le ofreció un rico potencial temático y cromático. En la primera mitad del año 1901 en París, Picasso estuvo inmerso en el mundo de la fiesta y la diversión y se dejó seducir por la bohemia, los cabarés y la decadencia de los placeres de la belle époque. Bailarinas, cupletistas, cantantes, personajes de la noche pueblan su obra, tratados con estilo ágil y directo.
En El final del número captó la «estrella», probablemente Yvette Gilbert, mientras saluda sonriente al terminar la actuación en
el teatro Olympia de París.
Esta pintura al pastel tiene un componente más pictórico que gráfico, con una composición y un cromatismo que confirman una síntesis armoniosa de los tanteos del momento. Muy próxima a esta obra Picasso pintó el mismo año en París otra con la misma técnica del pastel En escena, que se conserva en la Albright-Knox Art Gallery en  Buffalo, Nueva York.
El gusto por lo espontáneo y por los temas nocturnos lo heredó, en buena parte, de Toulouse-Lautrec, de quien años más tarde
afirmó: «Es en París donde me di cuenta del gran pintor que era Toulouse-Lautrec». Picasso manifestó su admiración hacia el artista francés en algunas obras como este mismo ejemplo de El final del número, mediante la aplicación de colores lisos y planos y el arabesco en la línea que contornea la figura de manera clara y con gran poder de síntesis y, sobre todo, con un juego airoso de la muñeca.